# 谈稿县
谈稿县，中国古县名。
西汉置，治所在今贵州省盘县一带。属牂牁郡。三国蜀汉时省，西晋复置，属建宁郡。南朝齐改属建平郡。南梁废。 